# Cailly
Cailly és un municipi francès situat al departament del Sena Marítim i a la regió de Normandia. L'any 2007 tenia 733 habitants.

## Demografia

### Població
El 2007 la població de fet de Cailly era de 733 persones. Hi havia 276 famílies de les quals 48 eren unipersonals (12 homes vivint sols i 36 dones vivint soles), 100 parelles sense fills, 112 parelles amb fills i 16 famílies monoparentals amb fills.
La població ha evolucionat segons el següent gràfic:
Habitants censats

### Habitatges
El 2007 hi havia 284 habitatges, 280 eren l'habitatge principal de la família, 1 era una segona residència i 3 estaven desocupats. 264 eren cases i 20 eren apartaments. Dels 280 habitatges principals, 221 estaven ocupats pels seus propietaris, 56 estaven llogats i ocupats pels llogaters i 3 estaven cedits a títol gratuït; 12 tenien dues cambres, 30 en tenien tres, 66 en tenien quatre i 172 en tenien cinc o més. 204 habitatges disposaven pel capbaix d'una plaça de pàrquing. A 140 habitatges hi havia un automòbil i a 132 n'hi havia dos o més.

### Piràmide de població
La piràmide de població per edats i sexe el 2009 era:
| Homes | Edats   | Dones |
| ----- | ------- | ----- |
| 0     | 95 o +  | 0     |
| 4     | 90 a 94 | 4     |
| 0     | 85 a 89 | 4     |
| 0     | 80 a 84 | 0     |
| 12    | 75 a 79 | 12    |
| 8     | 70 a 74 | 24    |
| 12    | 65 a 69 | 20    |
| 24    | 60 a 64 | 4     |
| 16    | 55 a 59 | 16    |
| 24    | 50 a 54 | 20    |
| 16    | 45 a 49 | 48    |
| 32    | 40 a 44 | 28    |
| 48    | 35 a 39 | 16    |
| 20    | 30 a 34 | 44    |
| 28    | 25 a 29 | 24    |
| 32    | 20 a 24 | 4     |
| 44    | 15 a 19 | 24    |
| 48    | 10 a 14 | 28    |
| 28    | 5 a 9   | 36    |
| 24    | 0 a 4   | 24    |

## Economia
El 2007 la població en edat de treballar era de 479 persones, 348 eren actives i 131 eren inactives. De les 348 persones actives 319 estaven ocupades (161 homes i 158 dones) i 29 estaven aturades (13 homes i 16 dones). De les 131 persones inactives 52 estaven jubilades, 42 estaven estudiant i 37 estaven classificades com a «altres inactius».

### Ingressos
El 2009 a Cailly hi havia 281 unitats fiscals que integraven 717,5 persones, la mediana anual d'ingressos fiscals per persona era de 19.003 €.

### Activitats econòmiques
Dels 43 establiments que hi havia el 2007, 3 eren d'empreses extractives, 2 d'empreses alimentàries, 3 d'empreses de construcció, 9 d'empreses de comerç i reparació d'automòbils, 3 d'empreses de transport, 1 d'una empresa d'hostatgeria i restauració, 3 d'empreses immobiliàries, 8 d'empreses de serveis, 6 d'entitats de l'administració pública i 5 d'empreses classificades com a «altres activitats de serveis».
Dels 12 establiments de servei als particulars que hi havia el 2009, 1 era una oficina de correu, 1 taller de reparació d'automòbils i de material agrícola, 1 autoescola, 1 paleta, 1 lampisteria, 2 perruqueries, 1 veterinari, 1 restaurant, 2 agències immobiliàries i 1 saló de bellesa.
Dels 6 establiments comercials que hi havia el 2009, 1 era una botiga de més de 120 m², 1 una botiga de menys de 120 m², 2 carnisseries i 2 floristeries.
L'any 2000 a Cailly hi havia 3 explotacions agrícoles que ocupaven un total de 213 hectàrees.

## Equipaments sanitaris i escolars
L'únic equipament sanitari que hi havia el 2009 era una farmàcia.
El 2009 hi havia 1 escola maternal i 1 escola elemental.

## Poblacions més properes
El següent diagrama mostra les poblacions més properes.